# Jardim Botânico do Recife

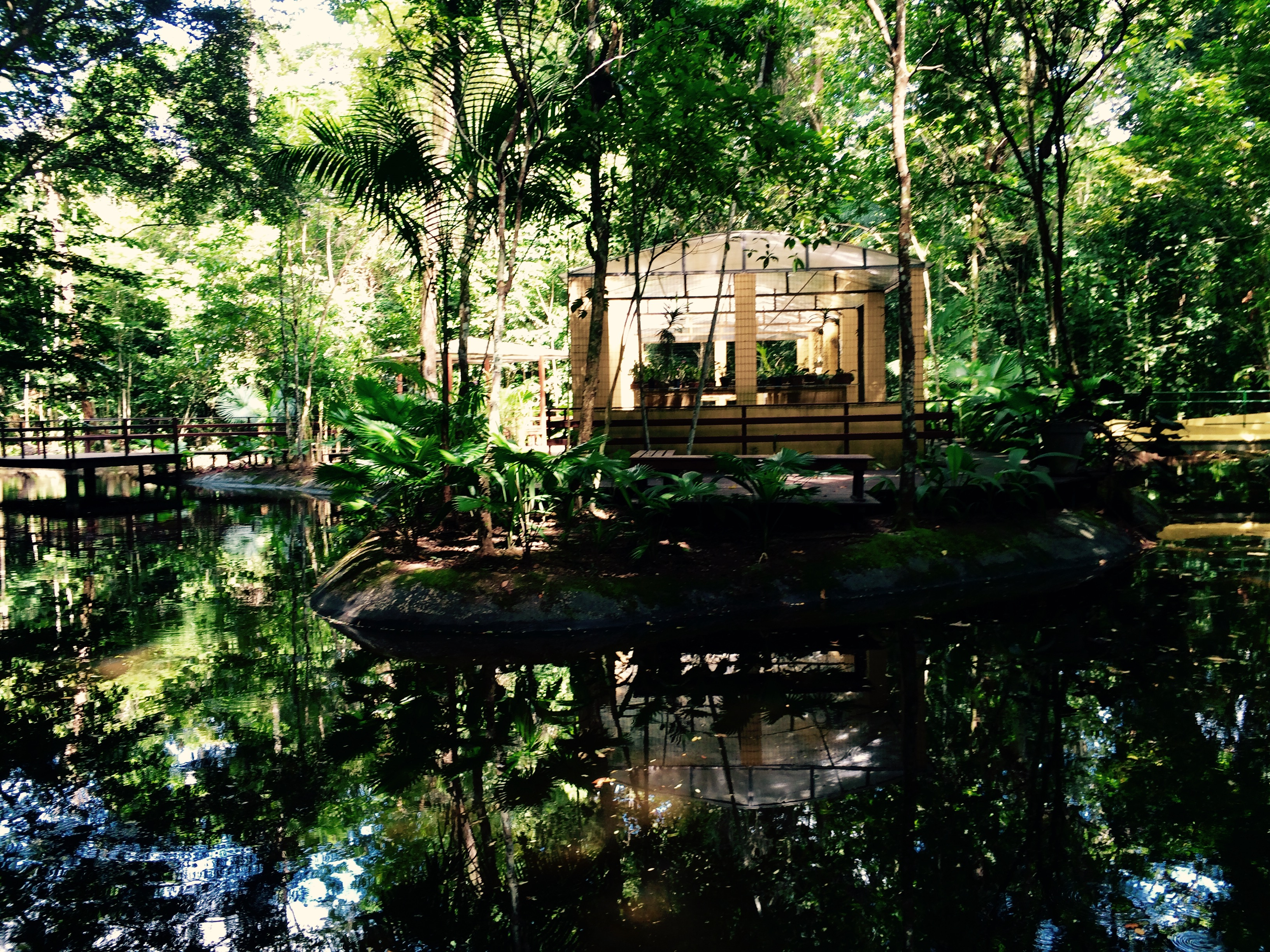
O Jardim Botânico do Recife é o melhor jardim botânico do Norte-Nordeste e um dos cinco melhores do Brasil, segundo o Ministério do Meio Ambiente.

O Jardim Botânico do Recife é um jardim botânico da cidade do Recife, capital do estado de Pernambuco, Brasil.
Desenvolve as atividades em educação ambiental, como caminhadas ecológicas, exposição permanente da mata atlântica, exibição de vídeos com temas ambientais e visitas aos viveiros de plantas medicinais e florestais. Possui ainda um orquidário para visitação, produção e permuta de orquídeas e um meliponário de abelhas nativas.

## História

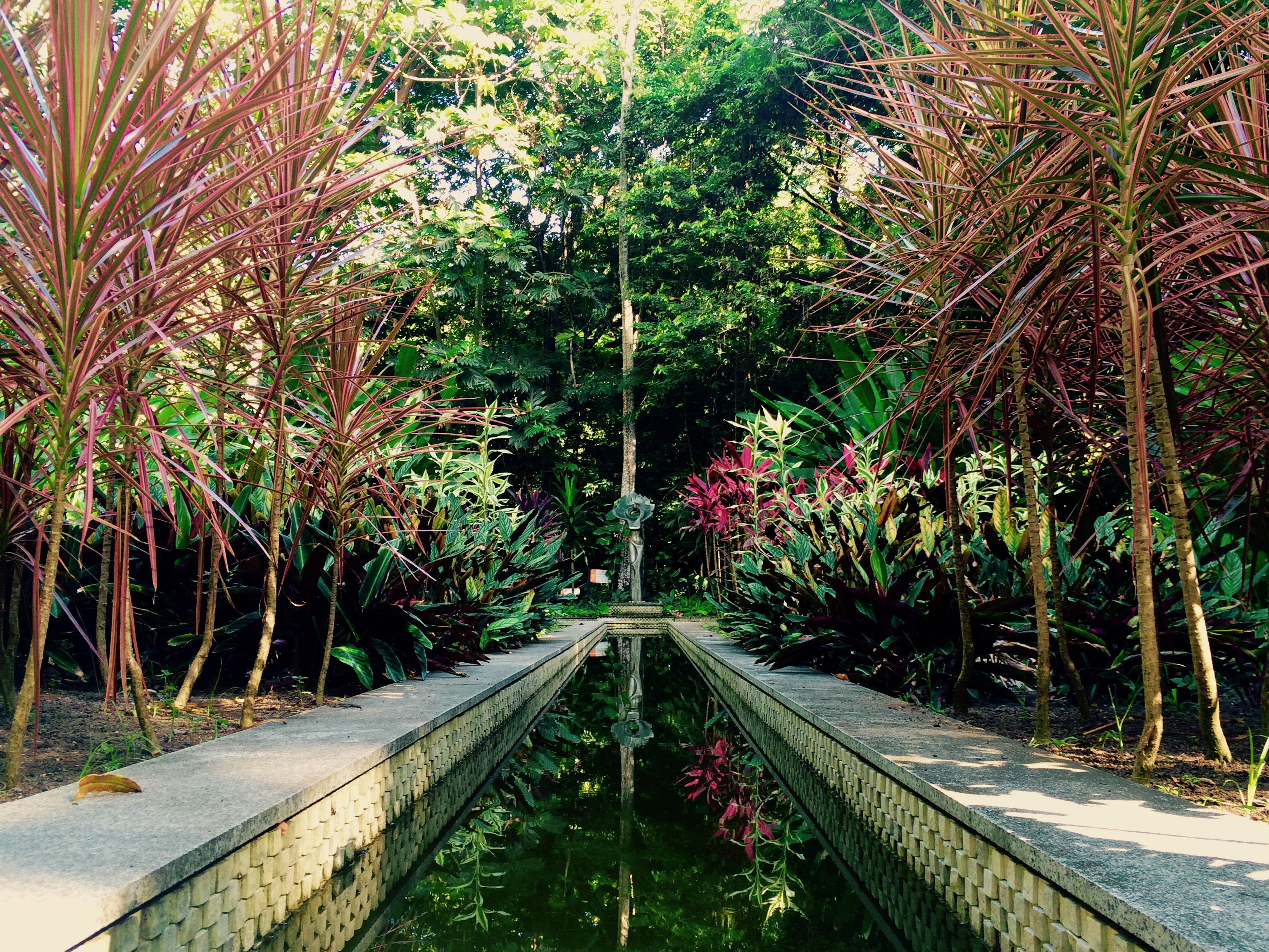
Jardim Botânico do Recife.

O Jardim Botânico do Recife (JBR) foi criado no ano de 1965, a partir da reformulação do Parque Zoobotânico do Curado, que fazia parte da Mata do antigo Instituto de Pesquisa Agropecuária do Nordeste - IPEANE. Nessa época o JBR passou a ser de responsabilidade da Prefeitura Municipal do Recife. Desde então é um testemunho vivo da biodiversidade da Mata Atlântica, que, junto à restinga e os manguezais, cobria o sítio original do Recife. 
As várias realizações nas áreas de pesquisa científica, conservação e educação ambiental possibilitaram a admissão do JBR na Rede Brasileira de Jardins Botânicos, RBJB, e, por intermédio dessa, na Botanic Gardens Conservation International, BGCI.
Ocupando uma área de 10,7ha, o Jardim Botânico compõe uma parte da Unidade de Conservação Municipal denominada Matas do Curado, uma área de 113,6ha pertencentes, em sua maioria, ao patrimônio do Exército.